# Tennistoernooi van Rome 2010
Het tennistoernooi van Rome van 2010 werd van 26 april tot en met 8 mei 2010 gespeeld op de gravel-banen van het Foro Italico in de Italiaanse hoofdstad Rome. De officiële naam van het toernooi was Internazionali BNL d'Italia.
Het tennistoernooi van Rome trok 139.511 toeschouwers.
Het toernooi bestond uit twee delen:
- ATP-toernooi van Rome 2010, het toernooi voor de mannen, van 26 april tot en met 2 mei
- WTA-toernooi van Rome 2010, het toernooi voor de vrouwen, van 2 tot en met 8 mei

ATP-toernooi van Rome – WTA-toernooi van Rome

1990 · 1991 · 1992 · 1993 · 1994 · 1995 · 1996 · 1997 · 1998 · 1999 · 2000 · 2001 · 2002 · 2003 · 2004 · 2005 · 2006 · 2007 · 2008 · 2009 · 2010 · 2011 · 2012 · 2013 · 2014 · 2015 · 2016 · 2017 · 2018 · 2019 · 2020 · 2021 · 2022 · 2023 · 2024